# 上沼村
上沼村（うわぬまむら）は、昭和31年（1956年）まで宮城県登米郡北部にあった村。現在の登米市中田町上沼にあたる。

## 沿革
- 明治8年（1875年）10月17日 - 水沢県による村落統合にともない、大泉村・弥勒寺村を上沼村に編入。
- 明治22年（1889年）4月1日 - 町村制施行にともない、上沼村と桜場村が合併して新制の上沼村が発足。
- 昭和31年（1956年）9月30日 - 石森町・浅水村・宝江村と合併し、中田町となる。

## 行政
- 歴代村長

| 代 | 氏名       | 就任                       | 退任                      | 備考 |
| -- | ---------- | -------------------------- | ------------------------- | ---- |
| 1  | 後藤新四郎 | 明治22年（1889年）4月22日  | 明治23年（1890年）5月9日  |      |
| 2  | 伊藤喜膳   | 明治23年（1890年）12月24日 | 明治26年（1893年）5月20日 |      |
| 3  | 後藤新四郎 | 明治26年（1893年）5月21日  | 大正2年（1923年）1月14日  | 再任 |
| 4  | 佐藤武治   | 大正2年（1923年）2月6日    | 昭和4年（1929年）2月5日   |      |
| 5  | 畠山亀三郎 | 昭和4年（1929年）2月6日    | 昭和21年（1946年）12月9日 |      |
| 6  | 菅原正之   | 昭和22年（1947年）4月6日   | 昭和31年（1956年）3月31日 |      |

## 交通

### 鉄道
- 仙北鉄道：上沼駅